# 보리 (신라)
보리공(菩利公, 573년 ~ ?, 풍월주 591년 ~ 596년) 은 《화랑세기》에 따르면 신라의 제 12대 풍월주로, 이화랑과 숙명공주의 차남이다. 어머니 숙명공주는 지소태후의 딸로서 본래 진흥왕의 비였는데 이화랑과 사통하여 궐을 나왔고, 후일 그가 출생하였다. 숙명공주가 꿈에 황색의 신령스러운 사슴을 보고 그를 낳았다고 한다. 그의 형은 원광법사이다. 하종공의 문하에서 낭도로 있다가 591년 12대 풍월주가 되었으며 3년 뒤 부제인 김용춘에게 물려주었다. 진흥왕이 퇴위후에 사원으로 들어갔다는 설이 있으며 일본 일왕가의 사원일왕전통과도 일맥상통하는 내용이다.

## 가족 관계

### 선대
- 조부 : 제 1대 풍월주 위화랑
- 조모 : 준실부인 박씨(俊室夫人 朴氏)
  - 아버지 : 제 4대 풍월주 이화랑
- 외조부 : 태종 이사부(異斯夫)
- 외조모 : 지소태후
  - 어머니 : 숙명궁주 김씨(叔明宮主 金氏)
    - 형 : 원광법사

### 부인과 후손
- 부인 : 만룡낭주 김씨(萬龍娘主 金氏) - 정숙태자(貞肅太子)와 만호부인 김씨(萬呼夫人 金氏)의 딸
  - 아들 : 제 20대 풍월주 예원공
  - 딸 : 보룡(寶龍) - 제 21대 풍월주 김선품(金善品)에게 출가
- 정인 : 후단부인(厚丹夫人) - 설화랑(薛花郞)의 딸
  - 아들 : 보태(菩太)
  - 아들 : 보호(菩好)
  - 딸 : 보단낭주(菩丹娘主)
  - 딸 : 이단낭주(利丹娘主)